# World of Warcraft
World of Warcraft (zkráceně WoW) je fantasy MMORPG počítačová hra. Byla vyvinuta společností Blizzard Entertainment, která vytvořila také předchozí díly série Warcraft.
World of Warcraft byl vydán v roce 2004, k desátému výročí série. K původní hře již bylo vydáno celkem deset datadisků.
Hra drží rekord v Guinnessově knize rekordů za nejpopulárnější MMORPG hru. Na celém světě hru hrálo, ještě před vydáním datadisku Cataclysm, již přes 12 milionů hráčů. Hra byla nejhranější v počtu měsíčně platících hráčů v období od června 2006 do roku 2008 i mezi lety 2008 a 2011.

## Datadisky
- World of Warcraft: The Burning Crusade (2007)
- World of Warcraft: Wrath of the Lich King (2008)
- World of Warcraft: Cataclysm (2010)
- World of Warcraft: Mists of Pandaria (2012)
- World of Warcraft: Warlords of Draenor (2014)
- World of Warcraft: Legion (2016)
- World of Warcraft: Battle for Azeroth (2018)
- World of Warcraft: Shadowlands (2020)
- World of Warcraft: Dragonflight (2022)
- World of Warcraft: The War Within (2024)
- World of Warcraft: Midnight (2026)
- World of Warcraft: The Last Titan (TBA)

## Servery
Oficiální servery se dělí na americké, evropské, čínské, tchajwanské a jihoasijské. V každé této skupině serverů je na výběr z několika desítek realmů. Evropské realmy se pak dělí na anglické, německé, francouzské, ruské a španělské. Při zakládání charakteru ve hře si lze vybrat, na jakém realmu chcete hrát.
Oficiální servery sice nemají českou podporu, ale existují realmy s početnou českou a slovenskou komunitou (např. Drak'Thul, Thunderhorn, Burning Blade).
Za hraní se platí v podobě předplacených karet nebo pomocí internetové platební karty. Měsíc hraní stojí 250–400 Kč dle typu a délky platby. Herní čas lze pořídit i za běžnou herní měnu pomocí tzv. WoW Tokenu. Je také možné si založit takzvanou Starter Edition, která je velice omezenou verzí kompletní hry a je zdarma.
Jistou alternativou je hraní na tzv. free serverech. Tyto servery jsou provozovány samotnými hráči nebo skupinou dobrovolníků, kteří nejsou nijak spřízněni s firmou Blizzard, tudíž hraní na takových serverech je do jisté míry rizikové. Na free serverech sice nejsou vyžadovány žádné měsíční poplatky, daní za ně je ale velká míra výskytu chyb ve hře – tzv. bugů – které vyplývají ze samotné podstaty free serverů. Ty jsou totiž provozovány na tzv. emulátorech – komunitně vyvíjeném softwaru snažícím se funkčností co nejvíce přiblížit oficiálním serverům, čehož je ale prakticky nemožné dosáhnout.
Legálnost free serverů je do jisté míry diskutabilní. Faktem však zůstává, že již samotnou editací souboru realmlist na straně klienta, která je nutná pro hraní na každém free serveru, je porušována EULA Blizzardu.

## Hra
WoW, na rozdíl od všech svých předchůdců, není hra typu RTS, ale jde o žánr MMORPG. Ve hře se vaše postava pohybuje v rozlehlém virtuálním světě, setkává se, baví se a bojuje s jinými hráči, ale také s tzv. NPC postavami. Některé z nich jsou určeny k zabíjení, jiné zadávají takzvané questy, což jsou úkoly, pomocí kterých je hráč postupně prováděn po celém světě.

## Rasy
Ve WoW je v současné době 13 hlavních hratelných ras. Jsou rozlišeny na dvě skupiny podle strany, za niž bojují, a to na Alianci (Alliance) a Hordu (Horde). Rasy Aliance si jsou celkem podobné a mají stejný ideologický základ – víru v dobro a světlo, odmítajíce temnotu. Frakce Horda je složena z ras, které hledají své místo ve světě a ctí tradice. Rozhodně se tyto dvě frakce nedají rozdělit na dobro a zlo, obě strany mají v sobě od každého trochu. Rasa Pandaren je neutrální, hráč si může zvolit frakci při tvorbě postavy.

### Spojenecké rasy
S příchodem datadisku Battle for Azeroth se do hry přidali dále i spojenecké rasy. Spojenecké rasy si hráč odemyká během hraní, kritéria k odemčení spojeneckých ras se liší.
Spojenecké rasy Alliance
- Void Elf
- Lightforged Draenei
- Dark Iron Dwarf
- Kul Tiran
- Mechagnome

Spojenecké rasy Hordy
- Nightborne
- Highmountain Tauren
- Mag'har Orc
- Zandalari Troll
- Vulpera

S příchodem datadisku The War Within se do hry dostala i neutrální spojenecká rasa Earthen.

## Povolání
Kromě rasy si každý hráč zvolí také povolání, jichž je celkem jedenáct. Povolání je hlavním faktorem ovlivňujícím styl vašeho hraní a roli ve skupině více hráčů. Různá povolání mají svá jedinečná kouzla a mohou používat různé zbraně a nosit různou zbroj. Role ve skupině jsou následující:
- Tank – je ten, který dostává největší poškození. Jeho úkolem je udržet pozornost (aggro) nepřátel, aby neútočili na ostatní členy party, když umře většinou umřou všichni pokud to nezvládne Off-Tank.
- Melee DPS (damage dealer) – zabíjí nepřátele pomocí útoků z blízka.
- Ranged DPS – zabíjí nepřátele pomocí útoků z dálky.
- Healer – léčí členy party, jeho primárním úkolem je držet při životě tanka, jehož smrt obvykle znamená smrt celé skupiny.
- Off-Tank – je záložní tank, který aggruje addy.

Následující tabulka uvádí, které povolání může zastávat danou roli v partě.
| Role/Povolání | Death Knight | Druid | Hunter | Mage | Monk | Paladin | Priest | Rogue | Shaman | Warlock | Warrior |
| ------------- | ------------ | ----- | ------ | ---- | ---- | ------- | ------ | ----- | ------ | ------- | ------- |
| Tank          | Ano          | Ano   | Ne     | Ne   | Ano  | Ano     | Ne     | Ne    | Ne     | Ne      | Ano     |
| Meele DPS     | Ano          | Ano   | Ano    | Ne   | Ano  | Ano     | Ne     | Ano   | Ano    | Ne      | Ano     |
| Ranged DPS    | Ne           | Ano   | Ano    | Ano  | Ne   | Ne      | Ano    | Ne    | Ano    | Ano     | Ne      |
| Healer        | Ne           | Ano   | Ne     | Ne   | Ano  | Ano     | Ano    | Ne    | Ano    | Ne      | Ne      |

Nutno uvést, že každá rasa nemůže zastávat každé povolání. V následující tabulce jsou uvedeny možné kombinace.
| Strana             | Rasa/Povolání | Death Knight | Demon Hunter | Druid | Hunter | Mage | Monk | Paladin | Priest | Rogue | Shaman | Warlock | Warrior |
| ------------------ | ------------- | ------------ | ------------ | ----- | ------ | ---- | ---- | ------- | ------ | ----- | ------ | ------- | ------- |
| Aliance            | Draenei       | Ano          | Ne           | Ne    | Ano    | Ano  | Ano  | Ano     | Ano    | Ne    | Ano    | Ne      | Ano     |
| Aliance            | Dwarf         | Ano          | Ne           | Ne    | Ano    | Ano  | Ano  | Ano     | Ano    | Ano   | Ano    | Ano     | Ano     |
| Aliance            | Gnome         | Ano          | Ne           | Ne    | Ano    | Ano  | Ano  | Ne      | Ano    | Ano   | Ne     | Ano     | Ano     |
| Aliance            | Human         | Ano          | Ne           | Ne    | Ano    | Ano  | Ano  | Ano     | Ano    | Ano   | Ne     | Ano     | Ano     |
| Aliance            | Night Elf     | Ano          | Ano          | Ano   | Ano    | Ano  | Ano  | Ne      | Ano    | Ano   | Ne     | Ne      | Ano     |
| Aliance            | Worgen        | Ano          | Ne           | Ano   | Ano    | Ano  | Ne   | Ne      | Ano    | Ano   | Ne     | Ano     | Ano     |
| Horda              | Blood Elf     | Ano          | Ano          | Ne    | Ano    | Ano  | Ano  | Ano     | Ano    | Ano   | Ne     | Ano     | Ano     |
| Horda              | Goblin        | Ano          | Ne           | Ne    | Ano    | Ano  | Ne   | Ne      | Ano    | Ano   | Ano    | Ano     | Ano     |
| Horda              | Orc           | Ano          | Ne           | Ne    | Ano    | Ano  | Ano  | Ne      | Ne     | Ano   | Ano    | Ano     | Ano     |
| Horda              | Tauren        | Ano          | Ne           | Ano   | Ano    | Ne   | Ano  | Ano     | Ano    | Ne    | Ano    | Ne      | Ano     |
| Horda              | Troll         | Ano          | Ne           | Ano   | Ano    | Ano  | Ano  | Ne      | Ano    | Ano   | Ano    | Ano     | Ano     |
| Horda              | Undead        | Ano          | Ne           | Ne    | Ano    | Ano  | Ano  | Ne      | Ano    | Ano   | Ne     | Ano     | Ano     |
| Neutral (Viz Rasy) | Pandaren      | Ne           | Ne           | Ne    | Ano    | Ano  | Ano  | Ne      | Ano    | Ano   | Ano    | Ne      | Ano     |

## Styly hraní
K organizovanému PvE jsou ve World of Warcraft určeny instance. Jejich velikost se pohybuje od 3 do 40 hráčů.
K hromadným PvP bitvám jsou ve WoW určeny tzv. battlegroundy (bojiště), některé exteriéry (pro tzv. outdoor PvP) a arény. V těch proti sobě bojují vždy dva týmy, které se skládají ze dvou, tří nebo pěti hráčů. WoW obsahuje zatím 8 battlegroundů a 5 arén.
Také je ve WoW lokace zvaná Wintergrasp (Určeno primárně pro hráče na úrovni 80), kde hráči dobývají pevnost. Tato pevnost je bráněna opačnou frakcí. Wintergrasp se hraje jednou za 2 hodiny a 30 minut a trvá 30 minut. Pokud máte dobytou tuto pevnost můžete vstoupit do instance Vault of Archavon, kde jsou čtyři bossové, ze kterých je možno získat kvalitní zbroj. Na podobném principu jako Wintergrasp je také battleground Tol Barad (Určeno pro hráče na úrovni 85). Po jeho dobytí máte přístup do instance Baradin Hold, kde jsou tři bossové.

## Talenty
Na každém desátém levelu počínaje desátým, dostane hráč možnost zvolit si jeden talent z jednoho ze tří talentových stromů(u druidů jsou čtyři), které představují možné specializace daného povolání. Každé povolání má tři talentové stromy a každý se zaměřuje na něco jiného, např. léčení, kontaktní boj, u mágů např. posílení ohnivých nebo ledových kouzel apod. Talenty se lze odnaučit a provést tzv. respecializaci, tzn. změnu specializace. Tuto službu poskytují trenéři jednotlivých povolání. Na internetu je možné najít pro každé povolání velmi efektivní a mezi hráči oblíbená rozložení talentů, tzv. buildy. Buildy tak ze hry prakticky vymizely.

## Profese
Profese umožňují hráčům těžit přírodní suroviny a vylepšovat nebo vyrábět nové předměty. Každá postava, nezávisle na své rase, levelu či povolání, se může naučit maximálně dvě hlavní profese (počet vedlejších není omezen), což značně rozvíjí obchod mezi hráči. Po dosažení maximální zkušenosti u profesí je možné si profesi tzv. vylepšit. Například u Alchemie hráč po splnění několika úkolů získá specializaci, díky které má určitou procentuální šanci na vytvoření více lahviček. U profesí Minning, Skinning a Herbalism hráč získává postupně při zlepšování své profese následující výhody: Minning – zvyšování života, Skinning – vyšší šance na kritický úder při útoku, Herbalism – "Lifeblood" – léčení sílou květin a zvýšení rychlosti útoků.
Hlavními profesemi jsou:
- Těžení rud (Mining) – Sbírací profese umožňující těžbu přírodních rud a slévání kovů.
- Kovářství (Blacksmithing) – Vyráběcí profese, s jejíž pomocí lze z kovů vyrábět těžká brnění, zbraně, klíče a různá vylepšení zbroje.
- Inženýrství (Engineering) – Zajišťuje výrobu výbušnin a z kovových součástek sestavuje různé stroje (mechanické mazlíčky, dálkové ovládání na roboty, apod.), jež však často dokáže používat pouze sám inženýr. Často využívaná profese v PvP (nitro boty zvyšující rychlost, raketa v rukavici, padák atd.).
- Stahování Kůží (Skinning) – Sbírací profese, umožňuje získávání kůží z mrtvých zvířat.
- Kožedělnictví (Leatherworking) – Zpracovává kůže a vyrábí z nich střední brnění a "záplaty" na brnění.
- Krejčovství (Tailoring) – Umožňuje šití batohů a lehkého brnění (pro kouzelnická povolání). Látky lze sbírat z oděvů poražených humanoidních nepřátel.
- Bylinkářství (Herbalism) – Sbírací profese, díky níž lze snadno nacházet a sbírat byliny.
- Alchymie (Alchemy) – Zabývá se mícháním kouzelných lektvarů z bylin.
- Očarovávání (Enchanting) – Umožňuje rozložit předmět na magický prach, který se následně dá použít k očarování (zlepšování vlastností) jiných předmětů.
- Klenotnictví (Jewelcrafting) – Od The Burning Crusade. Klenotník dokáže vyrábět prsteny, náhrdelníky a drahé kameny, jimiž je možné zlepšovat vlastnosti předmětů.
- Písařství (Inscription) – Od Wrath of the Lich King, vyrábí svitky které posilují atributy a Glyphy, díky kterým můžete vylepšit vaše kouzla.

Vedlejší profese jsou:
- První pomoc (First Aid) – Tuto profesi je možné využít k výrobě obvazů, které léčí zranění. Od Datadisku Battle for Azeroth, dostupný pro profesi Tailoring.
- Rybaření (Fishing) – Za pomoci prutu a různých návnad je možné chytat ryby, které slouží jako jídlo.
- Vaření (Cooking) – Dokáže přeměnit syrové zvířecí maso nebo ryby na poživatelné jídlo.
- Archeologie (Archaeology) – Od datadisku Cataclysm. Umožňuje po celém světě vykopávat různé artefakty.

## Vývoj
World of Warcraft byl poprvé představen na ECTS v září 2001 a vydán v roce 2004. Vývoj hry trval zhruba 4–5 let. 3D grafika ve World of Warcraft využívá prvky herního engine, které byly původně použité ve hře Warcraft III. Hra byla navržena jako otevřený svět, kde mohou hráči dělat, co chtějí. Questy jsou nepovinné a byly navrženy tak, aby pomohly vést hráče, což umožní vývoj jeho herní postavy. Rozhraní hry umožňuje hráčům měnit vzhled a ovládání hry, instalovat doplňky a další modifikace.
World of Warcraft je dostupný pro platformy macOS a Windows. Krabicové verze hry používají pro instalaci tzv. hybridní CD, čímž eliminují potřebu samostatného CD pro Mac a Windows. Hra umožňuje hráčům hrát spolu, nezávisle na jejich operačním systému. Ačkoli není World of Warcraft oficiálně dostupný pro další platformy, je možný jeho běh pod operačními systémy Linux a FreeBSD za pomocí Wine, speciálního software, jenž umožňuje překlad Windows API na nativní systémové volání.

## Česká komunita
Komunita českých hráčů Hordy se nachází na oficiálním evropském realmu s názvem Drak'thul, většina českých hráčů Alliance pak na realmu Burning Blade. Oba realmy jsou od roku 2014 kompletně propojeny v jeden celek, tzv. virtual realm - prakticky již tedy nezáleží na tom, který z těchto realmů hráč zvolí.
Na realm Drak'thul se začala sbíhat česká komunita po umožnění migrace z realmu Shadowmoon na Drak'thul v lednu 2006. Během roku 2008 bylo ale dosaženo obrovské nevyváženosti příslušníků frakcí Alliance a Hordy, a to přimělo hráče Alliance na realmu Drak'thul, kterých bylo méně, v listopadu roku 2008 přejít na realm Burning Blade, na který byla vyhlášená migrace zdarma. Tím došlo k rozštěpení české komunity na 2 realmy. Drak'thul se stále potýká s velkým nedostatkem Alliančních hráčů.
To však od roku 2014 již prakticky nehraje žádnou roli, jelikož došlo k propojení realmů Drak'thul a Burning Blade v tzv. virtual realm. Realmy sice stále např. ve volbě realmu figurují samostatně, v samotném herním světě je však vše propojeno - hráči z obou realmů se mohou vzájemně potkávat, společně navštěvovat instance, obchodovat, být ve stejných guildách atd.
Česká komunita se nachází i na jiných realmech, jako například Thunderhorn, Wildhammer či Darksorrow, avšak již v menší míře.